# Xenija Alexejevová
Xenija Olegovna Aleksejevová (rusky: Ксения Олеговна Алексеева; * 13. srpna 1987 Miass) je bývalá ruská reprezentantka ve sportovním lezení, horolezkyně a trenérka, vicemistryně Evropy v lezení na rychlost, mistryně sportu Ruska mezinárodní třídy.

## Výkony a ocenění
- 2006: vicemistryně Evropy
- 2010: stříbro v celkovém hodnocení světového poháru, vicemistryně Evropy
- mistryně sportu Ruska mezinárodní třídy

### Závodní výsledky
| Světový pohár | Světový pohár |
| Rok           | 2010          |
| ------------- | ------------- |
| Rychlost      | 2             |
| jednotlivě*   |               |

* poznámka: nalevo jsou poslední závody v roce
| Mistrovství Evropy | Mistrovství Evropy | Mistrovství Evropy |
| Rok                | 2006               | 2010               |
| ------------------ | ------------------ | ------------------ |
| Rychlost           | 2                  | 2                  |